# Escut de Montcortès
L'Escut de Montcortès fou l'escut d'armes del municipi desaparegut de Montcortès, a la comarca del Pallars Sobirà.
Perdé vigència el 1970, en ser agrupats els antics termes de Baén, Gerri de la Sal, Montcortès de Pallars i Peramea en el municipi de nova creació de Baix Pallars. Aquest nou municipi adoptà el 29 de juliol del 2009, després de 39 anys sense escut normalitzat segons la normativa vigent, l'Escut de Baix Pallars.

## Descripció heràldica
Escut d'or, quatre pals vermells. En cap, d'or, el nom de la localitat, MONTCORTÈS. Antigament es grafiava sense l'accent i, en segons quines èpoques, sense la primera T: MONCORTES.